# Stadion Azowstal w Mariupolu
Stadion Azowstal (ukr. Стадіон «Азовсталь») – wielofunkcyjny stadion w Mariupolu, w obwodzie donieckim na Ukrainie. Domowa arena klubu SK Azowstal Mariupol.
Stadion "Azowstal" w Mariupolu został zbudowany w 1954 roku i prezentował miejscowe przedsiębiorstwo metalurgiczne o tej samej nazwie Azowstal. Stadion zapisał się do historii tym, że w pierwszych czterech sezonach swoje mecze domowe na stadionie prowadziła piłkarska drużyna Metałurh Mariupol. Mecze Wyższej Ligi Ukrainy zobaczyło w sezonie 1997/1998 średnio 7 885 widzów, w sezonie 1998/1999 - 8 467 widzów, w sezonie 1999/2000 - 9 240 widzów, w sezonie 2000/2001 - 9 954 widzów.